# 拉库罗讷
拉库罗讷（法語：La Couronne，法語發音：[la kuʁɔn]），法国西南部城市，新阿基坦大区夏朗德省的一个市镇，隶属于昂古莱姆区，其市镇面积为28.82平方公里，2022年1月1日时人口数量为7,759人，是该省人口第四多的市镇，在法国城市中排名第1,367位。
拉库罗讷位于夏朗德省中部，省会昂古莱姆市区西南，是一个区域性的中心城市，因其境内的拉法基工厂而闻名；同时该地也是昂古莱姆的一个近郊卫星城，两地间有多条公交线路连接。

## 地名来源
根据当地官方网站的论述，“Couronne”一名出自对当地教堂所在半岛的描述，因该半岛形似皇冠而得名。“La Couronne”自1810年起成为当地的官方名称，而在此之前，当地被称为“圣让拉帕吕”（Saint-Jean-la-Palud），后者名称出自拉丁语“Paludibus”，意为“沼泽”。

## 历史

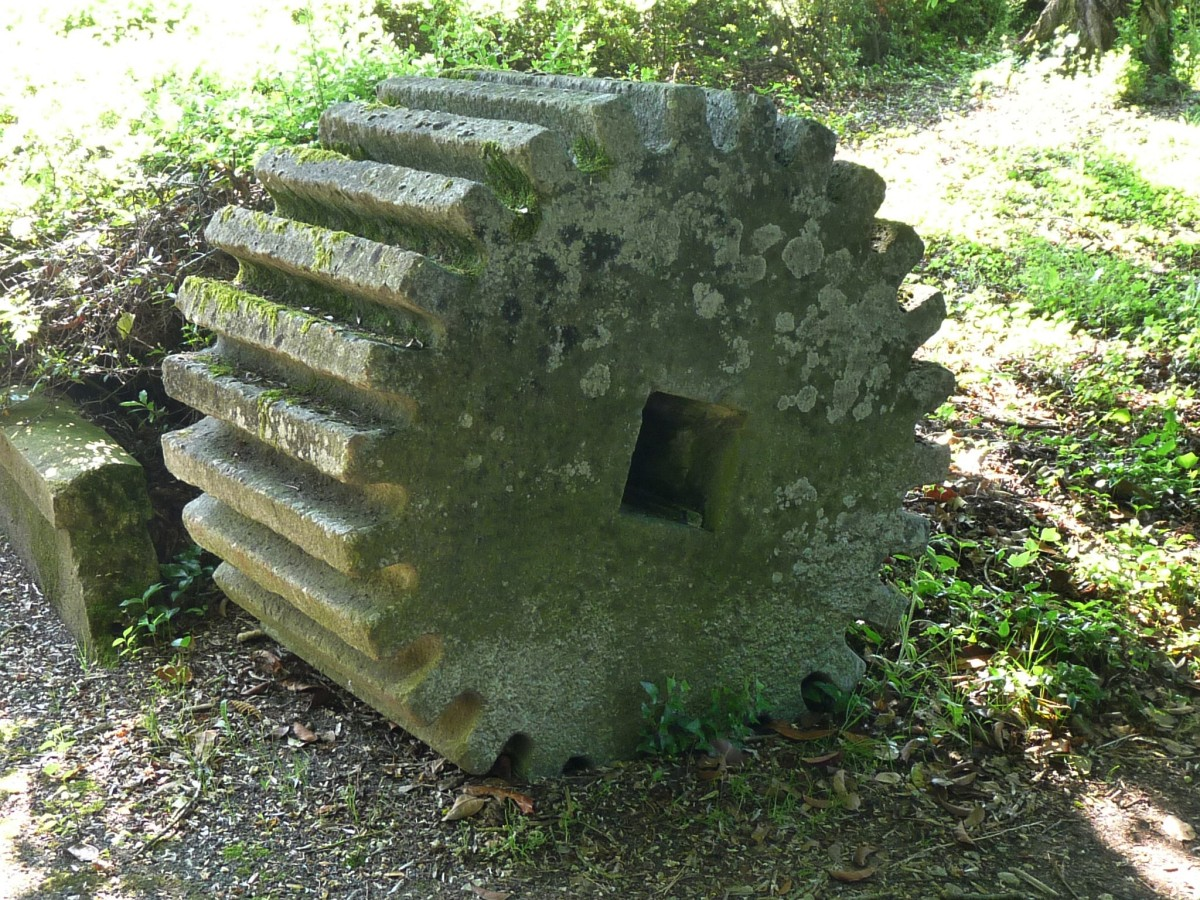
一处石磨遗址

拉库罗讷始建于中世纪中期，彼时当地出现了一处罗马式教堂，其附近逐渐形成聚落。1118年，拉库罗讷境内建成了圣母修道院。13世纪时，一条从拉库罗讷经过的圣雅各之路逐渐形成。中世纪末，拉库罗讷境内出现了两处水力磨坊：拉库拉德磨坊和大日拉克磨坊（Moulin du Grand Girac），两者均是昂古穆瓦造纸业的重要组成部分。宗教战争期间，拉库罗讷圣母修道院被新教徒烧毁。法国大革命后，拉库罗讷以“拉帕吕”为名成为夏朗德省的一个市镇。工业革命期间，拉库拉德磨坊被升级为机械生产的造纸厂。途径拉库罗讷的巴黎—波尔多铁路于1858年建成。二战后，得益于昂古莱姆的城市扩张，拉库罗讷的人口数量逐年增加，当地出现了多处新兴居民区。拉库罗讷火车站于20世纪末关闭，后在当地政府的请愿下，新的拉库罗讷铁路乘降所将于2023年12月中旬投入运营。

## 地理

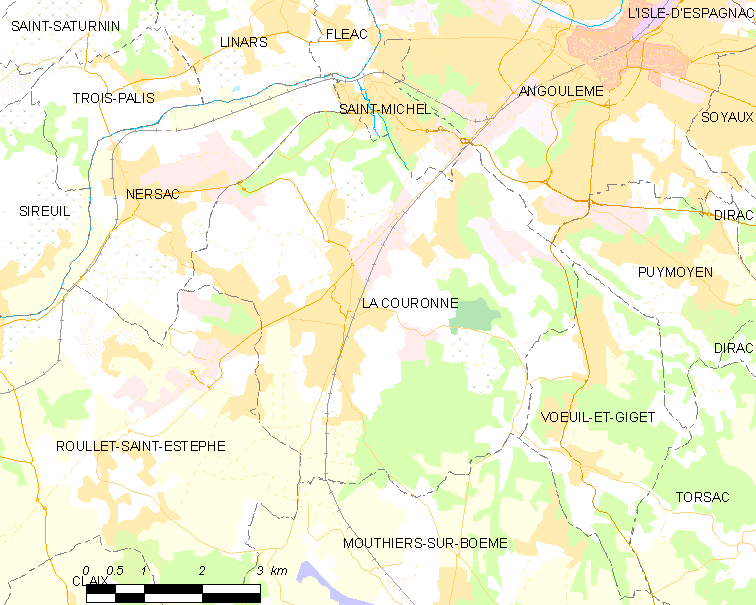
拉库罗讷市镇范围地图

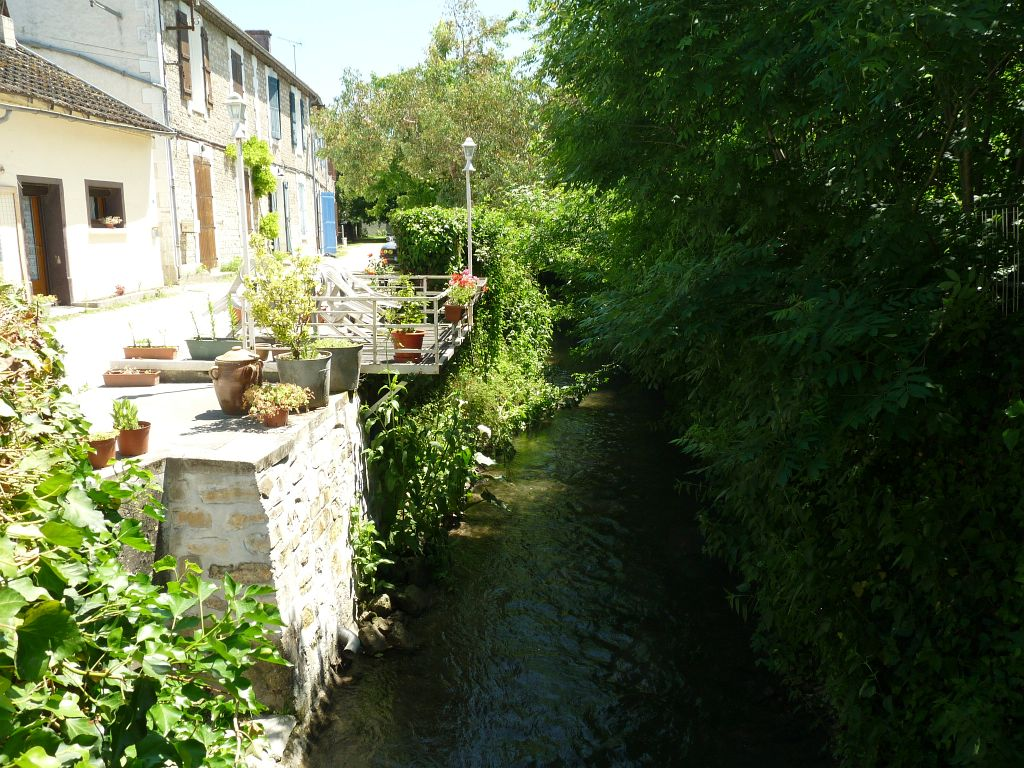
沙罗河

拉库罗讷位于法国西南部，新阿基坦大区中北部和夏朗德省中南部，距离省会昂古莱姆大约8公里。与拉库罗讷接壤的市镇包括：圣米歇尔、昂古莱姆、内尔萨克、鲁莱-圣埃斯泰夫、皮穆瓦延、博埃姆河畔穆捷和沃伊和日热。

### 地形
拉库罗讷位于阿基坦盆地北部，昂古穆瓦地区腹地，境内以浅丘为主，市镇中心地势较为平坦，全境海拔在31到137米之间。

### 地质
拉库罗讷境内地表多为石灰岩，法国水泥生厂商拉法基在其境内建有一处大型采石场。

### 水文
拉库罗讷位于夏朗德河流域范围内，其两条左岸支流：博埃姆河和沙罗河分别流经市镇范围西南部和东北部。

### 植被
拉库罗讷属于温带阔叶混交林区，当地多博卡日景观，林地散落分布于市镇范围内的多个区域。
在鲜花城市的评比中，拉库罗讷被评为2星级鲜花城市。

### 气候
拉库罗讷在柯本气候分类法中属于温带海洋性气候（Cfb）。
拉库罗讷境内设有气象站，以下为该气象站的数据：
| 拉库罗讷 1981–2010年 | 拉库罗讷 1981–2010年 | 拉库罗讷 1981–2010年 | 拉库罗讷 1981–2010年 | 拉库罗讷 1981–2010年 | 拉库罗讷 1981–2010年 | 拉库罗讷 1981–2010年 | 拉库罗讷 1981–2010年 | 拉库罗讷 1981–2010年 | 拉库罗讷 1981–2010年 | 拉库罗讷 1981–2010年 | 拉库罗讷 1981–2010年 | 拉库罗讷 1981–2010年 | 拉库罗讷 1981–2010年 |
| 月份                 | 1月                  | 2月                  | 3月                  | 4月                  | 5月                  | 6月                  | 7月                  | 8月                  | 9月                  | 10月                 | 11月                 | 12月                 | 全年                 |
| -------------------- | -------------------- | -------------------- | -------------------- | -------------------- | -------------------- | -------------------- | -------------------- | -------------------- | -------------------- | -------------------- | -------------------- | -------------------- | -------------------- |
| 历史最高温 °C（°F）  | 17.7 (63.9)          | 22.5 (72.5)          | 26.7 (80.1)          | 30.4 (86.7)          | 33.8 (92.8)          | 38.6 (101.5)         | 40.8 (105.4)         | 41.1 (106.0)         | 36.3 (97.3)          | 31 (88)              | 24.6 (76.3)          | 19.3 (66.7)          | 41.1 (106.0)         |
| 平均高温 °C（°F）    | 9.1 (48.4)           | 10.7 (51.3)          | 14.2 (57.6)          | 16.8 (62.2)          | 20.9 (69.6)          | 24.5 (76.1)          | 27.2 (81.0)          | 27.1 (80.8)          | 23.6 (74.5)          | 18.9 (66.0)          | 12.8 (55.0)          | 9.6 (49.3)           | 17.9 (64.2)          |
| 日均气温 °C（°F）    | 5.7 (42.3)           | 6.5 (43.7)           | 9.2 (48.6)           | 11.4 (52.5)          | 15.3 (59.5)          | 18.5 (65.3)          | 20.6 (69.1)          | 20.3 (68.5)          | 17.2 (63.0)          | 13.9 (57.0)          | 8.8 (47.8)           | 6.2 (43.2)           | 12.8 (55.0)          |
| 平均低温 °C（°F）    | 2.3 (36.1)           | 2.2 (36.0)           | 4.1 (39.4)           | 6 (43)               | 9.7 (49.5)           | 12.5 (54.5)          | 14 (57)              | 13.6 (56.5)          | 10.8 (51.4)          | 8.8 (47.8)           | 4.9 (40.8)           | 2.9 (37.2)           | 7.6 (45.7)           |
| 历史最低温 °C（°F）  | −17 (1)              | −14.6 (5.7)          | −11 (12)             | −4 (25)              | −1 (30)              | 1.5 (34.7)           | 5 (41)               | 4 (39)               | 0.5 (32.9)           | −3.9 (25.0)          | −8.3 (17.1)          | −11.5 (11.3)         | −17 (1)              |
| 平均降水量 mm（）    | 74.3 (2.93)          | 59.8 (2.35)          | 62.2 (2.45)          | 73 (2.9)             | 76 (3.0)             | 63.8 (2.51)          | 57.9 (2.28)          | 51.8 (2.04)          | 64.5 (2.54)          | 81.1 (3.19)          | 89.5 (3.52)          | 89.3 (3.52)          | 843.2 (33.20)        |
| 月均日照時數         | 80                   | 122.2                | 164                  | 191.4                | 216.1                | 267.7                | 262.2                | 236.7                | 218.8                | 149.8                | 88.9                 | 91.8                 | 2,089.6              |
| 来源：infoclimat     |                      |                      |                      |                      |                      |                      |                      |                      |                      |                      |                      |                      |                      |

## 行政区划
拉库罗讷的市镇编号为16113，邮政编号为16400。
在行政管理方面，拉库罗讷隶属于法国新阿基坦大区夏朗德省昂古莱姆区；在地方选举方面，拉库罗讷是拉库罗讷县的中央投票站所在地，其市镇范围全境被划入夏朗德省第一选区；在社会管理方面，拉库罗讷是昂古莱姆城市圈公共社区的组成部分。
根据当地官方网站的论述，拉库罗讷市镇被划为五个街区，各个区域实行街区自治制度。截至2023年7月，拉库罗讷市镇范围内的道士水塘（L'Etang Des Moines）街区为城市政策优先街区。
法国国家统计与经济研究所（简称）在进行数据统计时，将拉库罗讷及相邻的另外17个市镇设为昂古莱姆城市核心区，并将包括核心区在内的周边共102个市镇划为昂古莱姆城市区。自2020年起，昂古莱姆城市区被包含94个市镇的昂古莱姆城市辐射区代替。此外，还将拉库罗讷市镇分为了三个“块区”（IRIS），以便于统计人口分布情况。

## 交通

### 公路
法国国道N10线从拉库罗讷市区经过，此外还有夏朗德省省道D12线、D35线、D41线、D103线、D215线和D910线在拉库罗讷境内交汇。新阿基坦大区下属的城际客运提供巴士线路，可前往周边部分市镇。
| 37 | 68 |

| 昂古莱姆 | 8 |

| 波尔多 | 112 |

| 巴伯济约-圣伊莱尔 | 28 |

2019年，77%的拉库罗讷家庭拥有至少一辆私人汽车。2020年，拉库罗讷境内共发生各类交通事故2起，造成1人遇难，1人重伤。

### 铁路
拉库罗讷位于巴黎－波尔多铁路上。拉库罗讷站位于市区东部，该站于20世纪末关闭，新站预计将于2023年12月中旬建成。

### 航空
拉库罗讷距离利摩日机场和波尔多-梅里尼亚克机场的公路里程分别约104和124公里。

### 城市公共交通
拉库罗讷是昂古莱姆城市公共交通（商业名称为）的服务覆盖范围，后者是昂古莱姆城市圈公共社区的城市公共交通系统。截至2023年7月，该系统共包括十余条公交线路，其中公交A线和2路、22路经过拉库罗讷市区。

## 政治

### 市政内阁

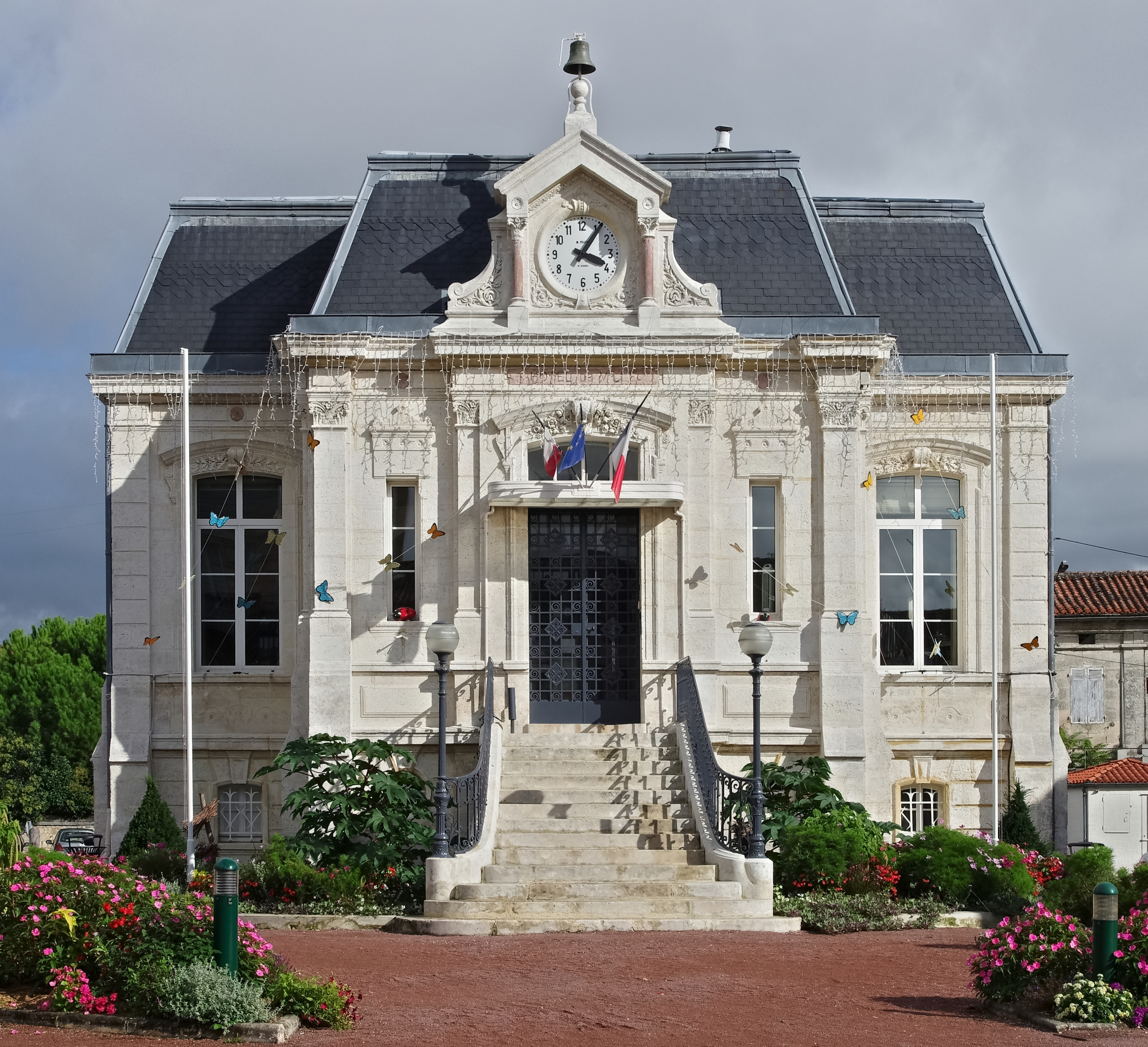
拉库罗讷市政厅

拉库罗讷的现任市长为让-弗朗索瓦·多雷先生（Jean-François DAURÉ），他是一名左翼无党派人士的一名成员，在2020年的市政选举中获得了100.00%的支持率（无其他候选人）。
| 拉库罗讷历届市长       | 拉库罗讷历届市长                     | 拉库罗讷历届市长            |
| 任期                   | 市长                                 | 党派                        |
| ---------------------- | ------------------------------------ | --------------------------- |
| （1971年以前资料暂缺） |                                      |                             |
| 1971年－1983年         | Angel MOTARD 昂热尔·莫塔尔           | PS社会党                    |
| 1983年－2001年         | Bernard DESBORDES 贝尔纳·德波尔德    | PS社会党 →MDC公民运动       |
| 2001年－2008年         | Bernard SAUZÉ 贝尔纳·索泽            | MRC公民與共和運動           |
| 2008年－               | Jean-François DAURÉ 让-弗朗索瓦·多雷 | PS社会党 →DVG左翼无党派人士 |

### 各级选举
| 拉库罗讷历届投票选举结果 | 拉库罗讷历届投票选举结果 | 拉库罗讷历届投票选举结果 | 拉库罗讷历届投票选举结果 | 拉库罗讷历届投票选举结果         | 拉库罗讷历届投票选举结果 | 拉库罗讷历届投票选举结果 | 拉库罗讷历届投票选举结果         | 拉库罗讷历届投票选举结果 | 拉库罗讷历届投票选举结果 |
| 选举项目                 | 选举范围                 | 选区单位                 | 选区单位内的选举结果     | 选区单位内的选举结果             | 选区单位内的选举结果     | 选区单位内的选举结果     | 选区单位内的选举结果             | 选区单位内的选举结果     | 参考资料                 |
| 选举项目                 | 选举范围                 | 选区单位                 | 第一轮胜出者             | 第一轮胜出者                     | 支持率                   | 第二轮胜出者             | 第二轮胜出者                     | 支持率                   | 参考资料                 |
| ------------------------ | ------------------------ | ------------------------ | ------------------------ | -------------------------------- | ------------------------ | ------------------------ | -------------------------------- | ------------------------ | ------------------------ |
| 2017年法國總統選舉       | 法國                     | 市镇                     |                          | 埃马纽埃尔·马克龙                | 25.6%                    |                          | 埃马纽埃尔·马克龙                | 64.93%                   | [ 23 ]                   |
| 2017年法国立法选举       | 夏朗德省第一选区         | 市镇                     |                          | 托马·梅尼耶                      | 37.93%                   |                          | 托马·梅尼耶                      | 56.11%                   | [ 23 ]                   |
| 2019年欧洲议会选举       | 法國                     | 市镇                     |                          | 若尔当·巴尔代拉                  | 26.97%                   | （不适用）               | （不适用）                       | （不适用）               | [ 25 ]                   |
| 2021年法国省级选举       | 夏朗德省                 | 县                       |                          | 让-弗朗索瓦·多雷 法比埃娜·戈迪绍 | 71.73%                   |                          | 让-弗朗索瓦·多雷 法比埃娜·戈迪绍 | 73.69%                   | [ 26 ]                   |
| 2021年法国省级选举       | 夏朗德省                 | 市镇                     |                          | 让-弗朗索瓦·多雷 法比埃娜·戈迪绍 | 76.56%                   |                          | 让-弗朗索瓦·多雷 法比埃娜·戈迪绍 | 77.52%                   | [ 26 ]                   |
| 2021年法国大区选举       |                          | 市镇                     |                          | 阿兰·鲁塞                        | 36.76%                   |                          | 阿兰·鲁塞                        | 48.9%                    | [ 27 ]                   |
| 2022年法国总统选举       | 法國                     | 市镇                     |                          | 玛丽娜·勒庞                      | 28.8%                    |                          | 埃马纽埃尔·马克龙                | 54.45%                   | [ 23 ]                   |
| 2022年法国立法选举       | 夏朗德省第一选区         | 市镇                     |                          | 让-弗朗索瓦·多雷                 | 28.44%                   |                          | 勒内·皮拉托                      | 54.36%                   | [ 23 ]                   |

## 人口
2020年，拉库罗讷市镇人口数量为7,742，在法国排名第1,367位。其中男性3,715人，女性4,049人，75岁及以上人口占8.4%，外籍人口数量为189人，人口密度为269人/平方公里，当地居民被称为（男性）或（女性）。2020年，拉库罗讷境内出生68人，死亡人口69人。
| 拉库罗讷1901年－2020年人口变化情况 |
|                                    |
| 数据来源：Cassini、INSEE           |

## 经济
拉库罗讷是一个区域性的中心城市。截至2023年7月，拉库罗讷市镇范围内共有各类用人单位（包含自雇）885家，平均历史为16年，其中99.14%为中小型企业（PME），2023年5月至7月间，当地的经济活力指数为0。（平面加固工程）、（机械组装）及（电气维修）是当地2021年营业额最高的三个企业，分别为5,899,282欧元、4,848,481欧元和1,000,525欧元。

## 财政与居民收入
2021年，拉库罗讷的财政收入总额为8,395,930欧元，财政支出总额为7,891,770欧元，当年的债务总额为5,325,440欧元。2021年，拉库罗讷市镇通过增值税获得206,800欧元的收入，此外当地还共获得了628,430欧元的国家直接财政补助。
2019年，拉库罗讷的人均月收入总额为1,940欧元，其中高级职员为3,431欧元，低于法国平均水平（4,230欧元）；中级职员为2,063欧元，低于法国平均水平（2,411欧元）；普通职员为1,640欧元，亦低于法国平均水平（1,740欧元）。
2019年，拉库罗讷境内的贫困率为15%，青壮年（15至64岁）失业率为17.9%；当地38.8%的家庭拥有纳税资格，平均纳税2,102欧元，低于法国平均水平（4,393欧元）。

## 社会事务

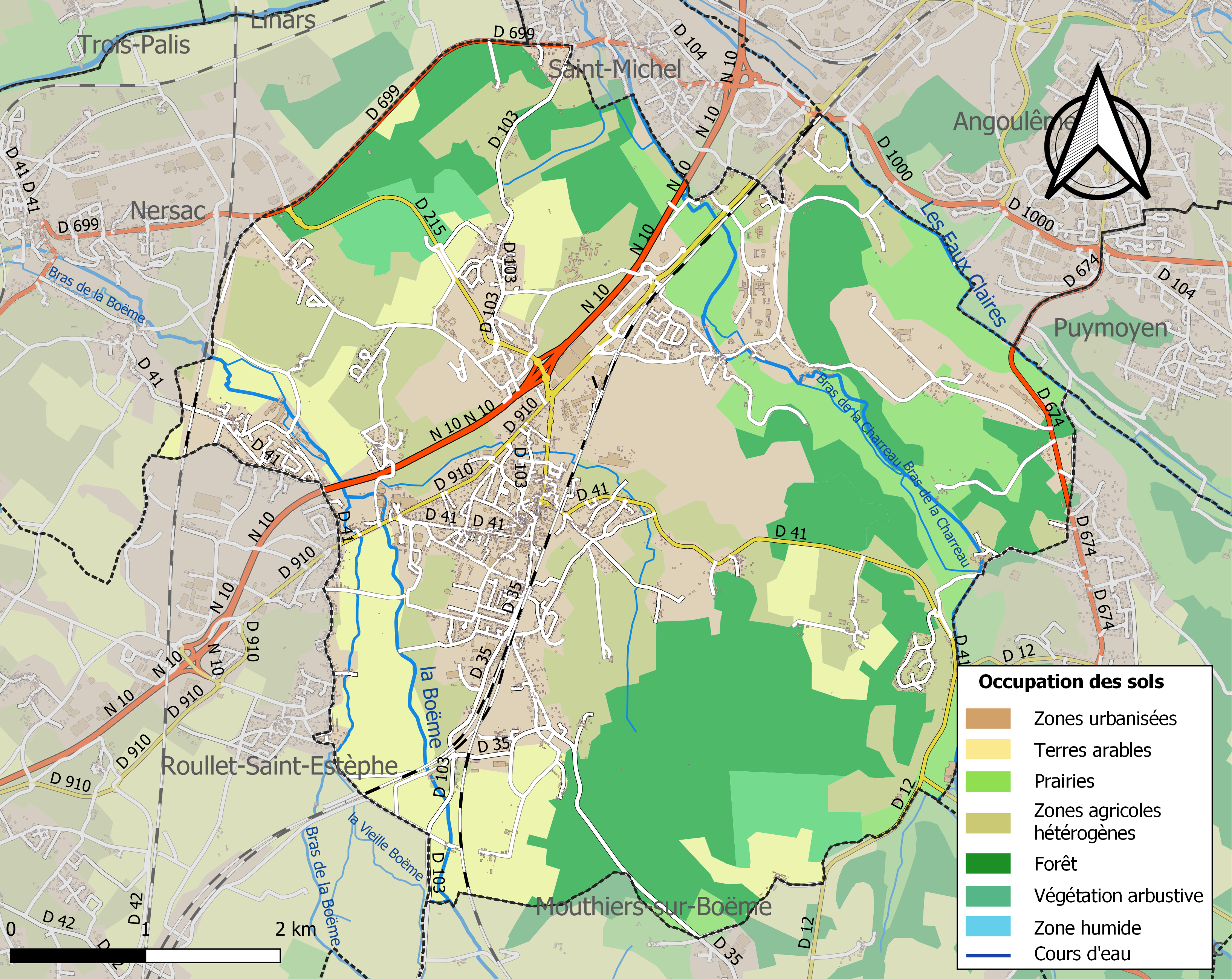
拉库罗讷土地利用情况地图

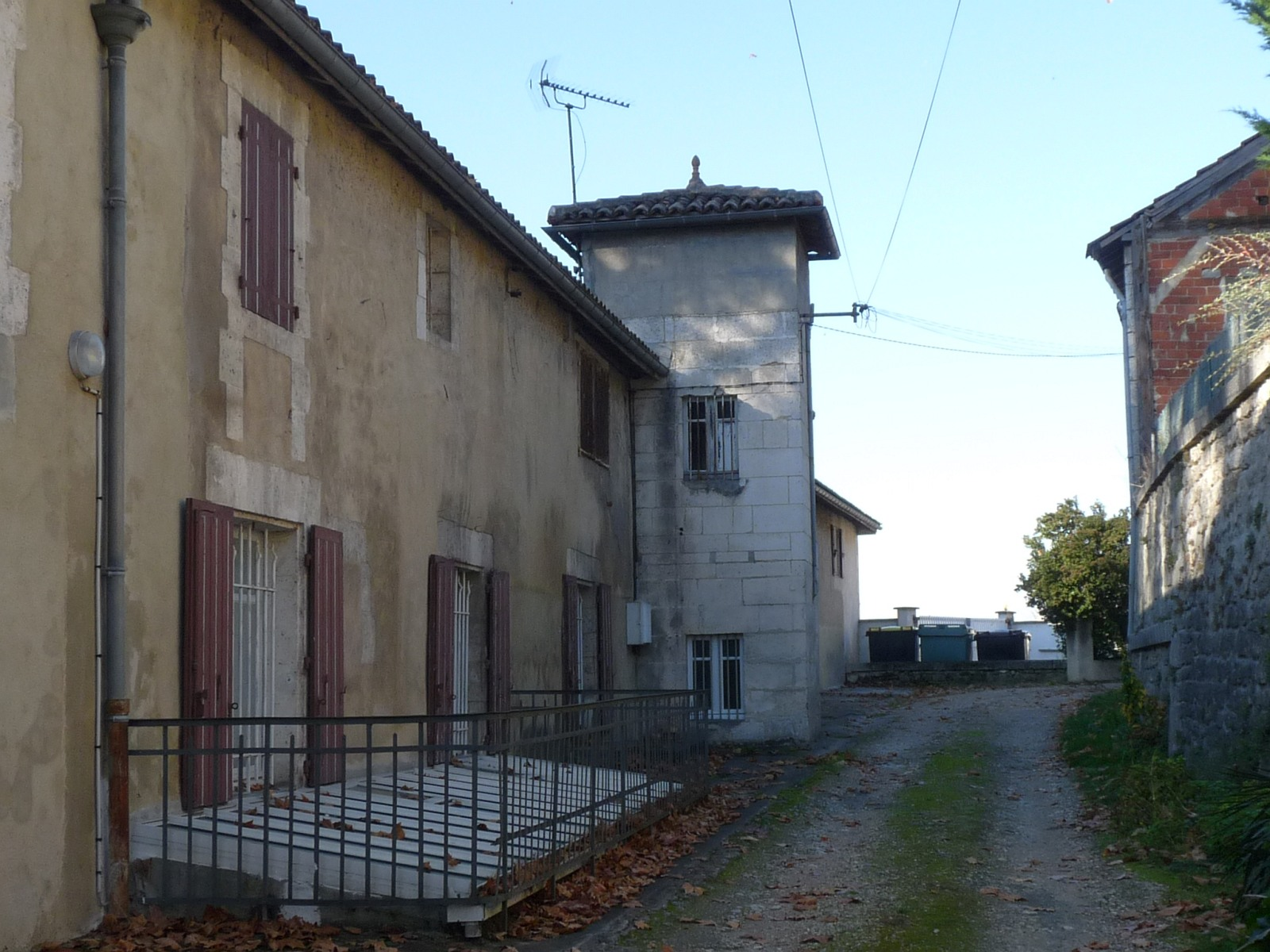
布勒蒂街

### 教育
拉库罗讷属于普瓦捷学区。截至2021年1月1日，拉库罗讷境内共有2所幼儿园、2所小学、1所初级中学和1所农业高中。2021至2022学年度，拉库罗讷境内共有在校中等教育阶段学生582名。
在高等教育方面，拉库罗讷境内建有一所卫生学校。

### 医疗
截至2021年1月1日，拉库罗讷境内共有全科医生8名、保健师6名、牙医5名、护士9名、耳科医生1名和妇科医生1名。境内共有药房3家、残疾人帮扶中心3家。
距离拉库罗讷最近的区域性医疗机构为昂古莱姆中心医院，其主病区位于昂古莱姆市区西南部，距离拉库罗讷市区的正常车程约7分钟，该院设有床位602个，是当地规模最大的公立综合性医院。

### 住房
2019年，拉库罗讷境内共有各类住房4,222套，其中66.8%为独立式居民区，32.3%为集中式居民区。常住房屋占拉库罗讷市镇范围内居民建筑总量的90.2%。
在住房保障政策方面，2021年，拉库罗讷境内共有1,305户家庭获得了住房经济补助，受益人数占总人口数量的16.9%，其中1,267份为房租补助。

### 商业
2021年，拉库罗讷境内共有各类实体商铺175家，其中餐厅15家、大型超市2家、杂货店1家、面包房7家、肉铺1家、装饰品店2家、银行门店5家、美容美发店14家、汽车维修店8家。市区北部建有大型开放式商业街区，有欧尚、迪卡侬、Darty、Gémo、Kiabi、Saint Maclou等购物商场。

### 体育
2021年，拉库罗讷境内共有1家游泳池、3间体育馆、1座综合体育场、5处网球场、1处马术场、6处足球或橄榄球场以及2处篮球或排球场。
截至2023年7月，拉库罗讷奥林匹克俱乐部（C.O La Couronne，编号506940）是拉库罗讷境内唯一的一家注册足球俱乐部，该足球队成立于1918年，其主队2023至2024赛季参加夏朗德省足球联赛甲组（法国第九级别），其主场为市政球场（Stade Municipal）。

### 环境
拉库罗讷的环境事务由其所属的昂古莱姆城市圈公共社区联合各级政府协调负责。2021年，拉库罗讷境内共有1家污染企业。

### 治安
拉库罗讷及其附近的共9个市镇是昂古莱姆警区（zone police d'Angoulême）的管辖范围。2020年，该宪兵队累计记录各类案件5,433起，其中盗窃类案件2,766起，经济类案件635起，毒品交易类案件402起。

## 文化

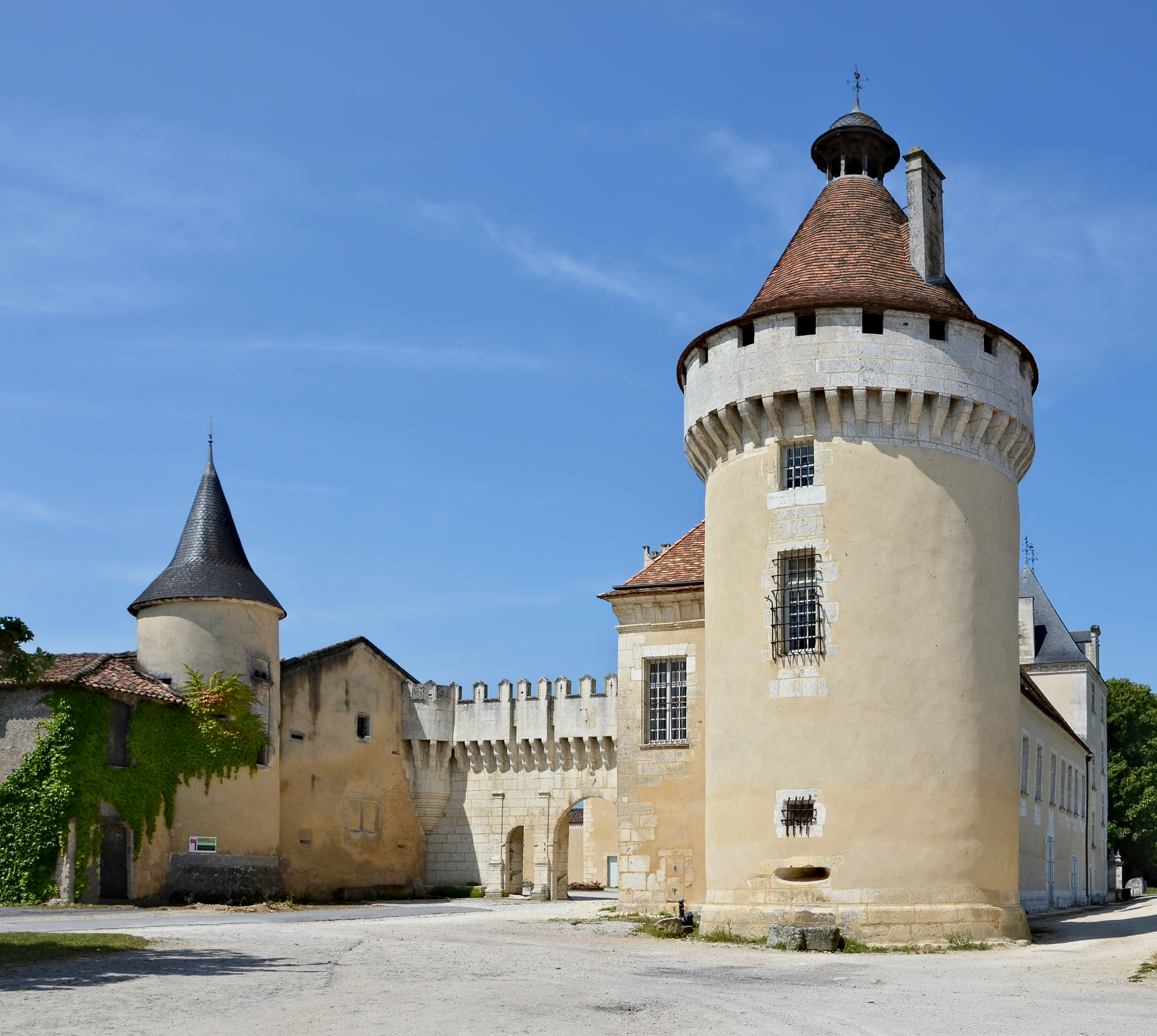
瓦塞勒里城堡

2021年，拉库罗讷境内暂无任何文化设施。拉库罗讷市政府提供多媒体中心，每周二至六向公众开放。

### 建筑
拉库罗讷境内有多处历史建筑，其中圣母修道院旧址、瓦塞勒里城堡等为法国国家文物保护单位等，教堂则是当地的地标性建筑物。

### 旅游
拉库罗讷的旅游事务由其所属的昂古莱姆城市圈公共社区负责。2022年，拉库罗讷境内共有1家酒店共计69间房间。

### 媒体
法国主要的媒体均可在拉库罗讷接收，法国电视三台下属的新阿基坦大区频道在部分时段播出拉库罗讷所在夏朗德省的地方新闻。《自由夏朗德报》是法国的一个重要的省级刊物，总部位于昂古莱姆，在夏朗德省境内发行；蓝色法兰西普瓦图广播、云雀广播等亦为当地主要的地方性媒体。

## 相关人物
法国企业家让-埃德蒙·拉罗什-茹贝尔、画家莱奥纳尔·雅罗和文学家雅克·瓜马尔出生于拉库罗讷。

## 友好城市
截至2023年7月，拉库罗讷共与五座城市建立了友好城市关系：
- 德国 伊策霍
- 加拿大 萨格奈 Laterrière
- 義大利 塞基亚河畔康科迪亚
- 波蘭 帕斯文克
- 乌克兰 霍京